# Asthena straminearia
Asthena straminearia là một loài bướm đêm trong họ Geometridae.